# جون رامبو (سياسي)
جون رامبو هو سياسي أمريكي، ولد في 1661، وتوفي في 17 أكتوبر 1741.